# Émpa (Chypre)
Émpa (grec moderne : Έμπα) est un des plus grands village de Paphos, à Chypre. Il s'étend sur une vaste zone et borde non seulement Paphos, mais aussi les villages de Chlóraka, Kissónerga, Tála, Tremithoúsa Páfou et Mesógi. Il compte plus de 4 000 habitants,.

## Histoire
Le village existe déjà à l'époque byzantine, et est connu sous le même nom à l'époque franque. L'historien chypriote du XVe siècle Léonce Machairas, dans sa Chronique (par. 129), mentionne une visite du roi de Chypre, Pierre Ier (1359-1369), disant « (…) et le roi partit à la chasse et atteignit Emba vers Paphos (…) ».
Louis de Mas Latrie inclut le village à la fois parmi ceux qui appartenaient à la famille du roi de Chypre pendant la période de la domination franque, et comme l'un des villages du roi qui cultivait la canne à sucre. En 1468, le village relevait de la région de Chrysochous, sous l'autorité du bailli.

## Étymologie
L'appellation du village est purement grecque, appartenant au dialecte chypriote. Dans ce dialecte, Emba signifie « entrer ». Il est possible que le nom du village ait été donné parce qu'il est construit à l'entrée de Paphos, c'est-à-dire aux abords de la ville, et qu'y passaient les voyageurs les voyageurs arrivant du nord, du nord-ouest et de l'ouest. Une autre version mentionne que le nom a été donné au village parce qu'il est situé près de la côte d'où les gens partaient ou arrivaient à Chypre par la mer, à l'époque byzantine ou même plus tard pendant la période de la domination franque. Il est mentionné que le roi Pierre Ier est parti pour l'Europe à partir de cette région en 1362. Le village porte le nom de « Emba » sur les cartes médiévales.

## Monuments
L'ancienne église de Panayia Chryseleoussis se trouve dans la commune. Construite au XIIe siècle selon le rythme byzantin, elle embellit littéralement la place du village. Presque tous les murs de l'intérieur de l'église sont recouverts de fresques. Certaines d'entre elles sont inestimables pour leur valeur religieuse et historique, comme celle du Christ pantocrator et celle de Saint Georges; qui se trouvent à côté de la chaire et datent du XIIIe siècle environ. Il faut également apprécier l'iconostase ajourée et dorée du XVIe siècle, ornée d'anciennes images de Jésus, de la Vierge Marie et de saint Jean le Précurseur. L'église abrite également un évangile du XVIe siècle, imprimé à Venise. Des milliers de touristes visitent l'église chaque année pour admirer son architecture et les merveilles qu'elle contient.
Il y a également un certain nombre de chapelles à Emba, comme la chapelle byzantine dédiée à Saint Georges (à proximité de Petridia), la chapelle rupestre de Saint Limbros (également à Petridia), et la nouvelle chapelle dédiée à Charalampe. À Petridia, il y avait aussi autrefois l'église de Saint Akakios construite sur un terrain qui dépendait du monastère de Stavros, dans le village d'Ómodos. Les autres chapelles d'Emba aujourd'hui en ruines sont les suivantes : la chapelle de Saint Eleftherios, la chapelle de Tous les Saints (Ayioi Pantes), la chapelle de Timios Prodromos, la chapelle de Saint Sofronios, la chapelle de Saint Mercurios, la chapelle des Cinq Saints (Ayioi Pente) : Efstratios, Afxentio
Récemment, une nouvelle église a été construite près de l'ancienne ; elle a été dédiée à l'apôtre André et, le jour de sa fête, le 30 novembre, une fête religieuse est organisée dans l'enceinte de l'église.

## Économie
Emba possède quelques boutiques et tavernes disséminées le long de l'étroite rue sinueuse qui traverse le village. Le soir, on peut voir les hommes assis sur leur chaise en bois à l'extérieur de leur café favori, ou près du viollage le long des routes étroites.

## Personnalités
Parmi les personnalités remarquables du village d'Emba, citons l'évêque Anthimos d'Irinoupolis (situé à l'époque à Bagdad, en Irak), né dans le village d'Emba et décédé en 1791 ; Nikolas Solomonides, qui était le secrétaire privé du drogman de Chypre Hadjigeorgakis Kornesios (en) ainsi qu'un poète et un intellectuel ; son frère Andreas Solomonides qui était un noble et était employé à la cour ottomane (sérail) à Nicosie et a ainsi évité d'une part à l'église d'Emba d'être détruite par les Ottomans, et d'autre part aux villageois d'Emba de leur payer des impôts après 1821. Ils ont tous deux vécu à la fin du XVIIIe siècle et au début du XIXe siècle. Une autre personnalité remarquable d'Emba fut le père Christodoulos (1816), un grand prêtre du village.